# HANDSOME ACADEMY
『HANDSOME ACADEMY』（ハンサム・アカデミー）は、日本のロックバンド、BEAT CRUSADERSのシングルである。
2000年7月20日、LASTRUMよりリリース。

## 概要
インディーズ3rdシングル。初のカバーマキシシングルでもある。

## 収録曲
全編曲：BEAT CRUSADERS
1. YEAH,YEAH,YEAH,YEAH,YEAH (3:29)
  - オリジナルはTHE POUGESの楽曲。 PVが制作されている。
2. JUMPIN’JIVE (2:12)
  - オリジナルはCAB CALLOWAYの楽曲。
3. All I want is you (2:12)
  - オリジナルはPESELA-QUESELA-INの楽曲。
4. ホワイトソング (3:36)
  - オリジナルは有頂天の楽曲。
5. 南回帰線 (3:36)
  - オリジナルは堀内孝雄と滝ともはるの楽曲。
  - 5曲目終了後シークレットトラックとしてE.C.D.Tのピアノアレンジが収録されている。